# Merkádha
Merkádha (Merkada) är en ort i Grekland.   Den ligger i prefekturen Fthiotis och regionen Grekiska fastlandet, i den centrala delen av landet, 190 km nordväst om huvudstaden Aten. Merkádha ligger 734 meter över havet och antalet invånare är 356.
Terrängen runt Merkádha är kuperad åt nordost, men åt sydväst är den bergig. Runt Merkádha är det ganska glesbefolkat, med 25 invånare per kvadratkilometer. Närmaste större samhälle är Karpenísi, 11,5 km väster om Merkádha. I omgivningarna runt Merkádha växer i huvudsak blandskog.